# Roncus svanteviti
Espèce
Roncus svanteviti est une espèce de pseudoscorpions de la famille des Neobisiidae.

## Distribution
Cette espèce est endémique de Serbie. Elle se rencontre à Novo Korito dans la grotte Pećina u Kožuvarskoj Glami.

## Description
Le mâle holotype mesure 2,95 mm et les femelles de 2,79 à 3,27 mm.

## Publication originale
- Ćurčić, 1992 : New and little-known pseudoscorpions of the genus Roncus L. Koch (Neobisiidae, Pseudoscorpiones) from Serbia, Yugoslavia. Bijdragen tot de Dierkunde, vol. 61, no 4, p. 237-249.